# Dragon Quest VIII: L'odissea del re maledetto
Dragon Quest VIII: L'odissea del re maledetto (ドラゴンクエストVIII 空と海と大地と呪われし姫君?, Doragon Kuesuto Eito Sora To Umi To Daichi To Norowareshi Himegimi, lett. "Dragon Quest VIII: il cielo, il mare, la terra e la principessa maledetta") è un videogioco RPG del 2004, pubblicato da Square Enix e sviluppato da Level 5 per PlayStation 2. I protagonisti, i mostri e i luoghi sono stati disegnati da Akira Toriyama, l'autore di Dragon Ball.
Nel 2013 ne è stata realizzata una versione per Android e iOS, mentre nel 2015 per Nintendo 3DS.

## Trama

### Riassunto
Un giullare malvagio ruba uno scettro magico dal castello del re Trode, per conquistare un potere immenso con il quale vuole dominare tutto il mondo. Una diabolica maledizione intrappola il regno di Trodain in un groviglio di rovi magici e tutti i servitori del re sono trasformati in piante tranne re Trode, trasformato in un mostriciattolo, la principessa Medea, trasformata in un cavallo, ed Eroe, l'unica guardia del re rimasta illesa.
Nella speranza di riportare il regno di Trodain al suo antico splendore, i tre intraprendono un lungo viaggio per dare la caccia allo stregone malvagio; a loro si uniranno il bandito Yangus, a cui l'eroe salva la vita, la maga Jessica e un cavaliere templare di nome Angelo. Così inizia la storia che si diramerà in tantissime avventure fantastiche, incontrando re, regine, ladri, draghi, maghi e mostri di ogni sorta, ma anche amici ed alleati.

### Trama
Il videogioco comincia con un flashback che vede il castello di Trodain distrutto da un mare di rovi.
A questo punto la storia ha inizio con l'arrivo di una compagnia piuttosto mal assortita:
- l'Eroe, un giovane spadaccino accompagnato dal suo topolino di nome Munchie (sarà il giocatore a sceglierne il nome);
- Yangus, un uomo dall'aspetto e dai modi rudi che segue fedelmente l'eroe, chiamandolo "capo";
- Trode, uno strano essere verde dalla parlata stranamente forbita;
- Medea, un cavallo bianco che traina il carro dei protagonisti.

Trode in realtà è il re di Trodain ed è stato trasformato in troll dalla maledizione di Dhoulmagus, il mago giullare. Questa maledizione oltre ad aver distrutto tutto il regno di Trode, ne ha trasformato gli abitanti in alberi e sua figlia Medea in un cavallo (quello utilizzato dal gruppo per muoversi). L'unico personaggio rimasto immune alla maledizione è proprio l'eroe, che nel regno di Trodain faceva parte della guardia reale.
Dopo l'attacco da parte di un gruppo di Slime, i quattro raggiungono il villaggio di Farebury.
Qui l'Eroe e Yangus devono cercare Mastro Rylus, un anziano e saggio mago che è stato mentore di Dhoulmagus nell'arte della magia. Il villaggio è stranamente irrequieto a causa di un incendio che ha distrutto una casa, e, a quanto pare, ucciso una persona. I due poi fanno la conoscenza in un bar del "Grande" Kalderasha, un veggente che sembra aver perso i suoi poteri e che annega tutto il giorno la sua tristezza nell'alcol. In questo bar vengono a sapere che la persona rimasta uccisa è proprio Mastro Rylus, e che quindi il loro viaggio è andato a vuoto. Quando vanno a riferire l'accaduto a Re Trode, lo trovano assediato dai paesani che gli tirano oggetti addosso a causa del suo aspetto.
Costretti a lasciare il villaggio, vengono però raggiunti da Valentina, figlia di Kalderasha, che sembra averli riconosciuti grazie ad un sogno premonitore. Ella dice loro che il padre in realtà non ha perso i poteri, ma non riesce più a vedere il futuro a causa della perdita della sua sfera di cristallo. Sempre nel sogno ella ha visto la sfera perduta nelle profondità di una grotta a sud di Farebury, e chiede al gruppo di andarla a cercare.
Raggiunta la grotta, Eroe e Yangus (ovviamente Re Trode non può rischiare di rovinare la sua regale persona) si inoltrano all'interno. Nelle estreme profondità delle grotte trovano la sfera fra le grinfie di Geyzer. Dopo un duro combattimento Eroe e Yangus sconfiggono il nemico il quale spiega loro di avercela con Kalderasha per aver gettato la sfera nella cascata ed averlo preso in piena testa.
Tornati quindi a Farebury, Eroe e Yangus consegnano la sfera a Kalderasha che si chiarisce con la figlia, riacquistando la fiducia in sé stesso e nei suoi poteri. Per ricompensare i due avventurieri del loro aiuto, Kalderasha usa la sfera divinatoria per indicargli la direzione verso cui si è diretto Dhoulmagus, ossia il villaggio di Alexandria.
Ripreso il viaggio, Eroe, Yangus, Trode e Medea trovano un posto di confine completamente distrutto, segno del passaggio di Dhoulmagus. Nella nuova area i mostri, rispetto al livello attuale della compagnia, sono piuttosto forti, ma alla fine Eroe e company giungono nel villaggio di Alexandria dove vengono mal accolti da due ragazzini impertinenti che si atteggiano a guardie della città: una vecchia signora però li rimprovera per la loro scortesia e gli avventurieri possono riprendere le loro indagini e recarsi nella casa nobiliare degli Albert. Qui vengono a sapere che Alistair, il primogenito della casata, è stato brutalmente assassinato e che sua sorella Jessica è partita da sola allo scopo di rintracciare il malfattore ed ucciderlo. Scoperto che detto malfattore è Dhoulamgus e che probabilmente si nasconde nella vicina Torre di Alexandria, Eroe e Yangus si mettono in viaggio. Giunti in cima alla torre, dopo mille peripezie, Eroe e Yangus vengono attaccati da Jessica che li crede gli assassini di Alistair. In questo frangente Jessica non è ancora possibile muoverla! Ad ogni modo lo scontro viene interrotto dallo spirito di Alistair che appare alla sorella per informarla che ad assassinarlo è stato Dhoulmagus e non la compagnia dell'eroe.
Risolto l'equivoco, Yangus e l'Eroe tornano ad Alexandria ricongiungendosi con Trode e Medea (che ovviamente hanno atteso i due avventurieri nei pressi della città). Jessica invece parte da sola alla volta di Porto Prospero, luogo in cui è stato avvistato Dhoulmagus.
Ovviamente anche gli eroi si mettono in viaggio per la medesima destinazione, e dopo un lungo viaggio tra scogliere maestose e paesaggi mozzafiatanti, giungono a Porto Prospero. Qui il gruppo viene a sapere che Dhoulmagus è stato visto camminare sulle acque del mare e che la sua presenza ha corrotto le creature dell'oceano; al punto che una gigantesca piovra, famosa per non essere malvagia, sembra invece essere impazzita e non risparmia attacchi ai danni delle navi. Per questo motivo tutte le rotte sono state sospese. Tocca quindi all'Eroe e a Yangus risolvere la situazione; i due avventurieri sconfiggono il potente boss riportando la tranquillità tra le creature del mare. Jessica, che intanto era anch'ella a Porto Prospero, rimane molto colpita dalla forza di Eroe e di Yangus, e saputo che anche loro sono sulle tracce di Dhoulmagus, decide di unirsi alla compagnia: da questo momento Jessica diventa giocabile.
Dopo una lunga traversata in mare, la compagnia giunge nel Continente Meridionale, precisamente nell'Approdo del Pellegrino; qui Trode e la sua tropue vengono a sapere che Dhoulmagus è stato visto andare verso sud, pertanto la compagnia segue quella direzione. Durante il viaggio, gli avventurieri arrivano nel villaggio di Simpleton dove decidono di fermarsi in una locanda. Qui fanno la conoscenza di Angelo, un templare don Giovanni molto portato al vizio delle donne e del gioco d'azzardo. Il templare, dopo aver barato in una partita di carte, scatena una rissa alla quale Yangus si tuffa con piacere, facendo man bassa dei suoi avversari. Angelo, resosi conto di aver coinvolto la compagnia dell'eroe, per farsi perdonare dona a Jessica un anello rappresentante l'effigie dei templari. Jessica però sembra non gradire molto le attenzioni di Angelo che considera solo un cascamorto casanova. Ad ogni modo Angelo lascia comunque l'anello alla sensuale ragazza dopodiché fa ritorno nella vicina Abbazia di Maella presso cui vive assieme al fratellastro, Marcello, il comandante dei templari. Il giorno seguente, la compagnia decide di recarsi all'abbazia, poiché Jessica è del tutto intenzionata a restituire l'anello ad Angelo, ma quando arrivano a destinazione, Angelo li sorprende con inaspettate rivelazioni: da un po' di tempo nell'abbazia sembra essersi insediata un'entità oscura, e temendo per la vita dell'Abate Franciso che per lui è come un padre, Angelo esorta Eroe, Yangus e Jessica ad andare nella dimora personale dell'abate per proteggerlo; difatti i cocciuti e testardi templari, che non credono alla storia di Angelo sull'oscura presenza, non lasciano passare nessuno, pertanto l'unico modo per entrare nella residenza del vecchio e malato abate è passare per le catacombe della vecchia abbazia, dove esiste un passaggio segreto che conduce direttamente nella dimora dell'abate. Cosicché Eroe, Yangus e Jessica accettano di aiutare Angelo, mentre ovviamente Trode e Medea restano fuori dall'abbazia, temendo che il grottesco aspetto del re-troll possa creare problemi.
Entrati nelle catacombe, i tre eroi affrontano svariati morti viventi, tra cui un'anima dannata che cercava solo la pace eterna. Superati i vari ostacoli lungo la strada, gli avventurieri risalgono in superficie ed entrano nella dimora dell'abate Francisco giusto in tempo per salvarlo dal suo attentatore, ossia Dhoulmagus. Questo tuttavia fugge via poiché in quel momento irrompono Marcello e gli altri templari, che erroneamente accusano Eroe, Yangus e Jessica di aver attentato alla vita dell'abate. Vengono pertanto rinchiusi nelle prigioni (assieme a Trode che viene scoperto aggirarsi nei dintorni dell'abbazia), ma poi Angelo li libera. Durante queste sequenze si scopre che tra Angelo e suo fratello Marcello non scorre affatto buon sangue; il primo infatti viene accusato continuamente da Marcello di essere uno scansafatiche, ma in realtà sotto c'è ben altro. Ad ogni modo Eroe, Yangus, Jessica, Trode ed Angelo fuggono dalle prigioni ed una volta fuori dall'abbazia, trovano questa in fiamme. I cinque si precipitano alla residenza personale dell'abate, ma vi giungono troppo tardi; difatti Dhoulmagus è riapparso ed ha ucciso l'abate, e ferito Marcello e svariati templari. Compiuto il suo compito, il giullare fugge via, rendendo inutili i tentativi degli eroi di fermarlo. Qualche giorno dopo vengono officiati i funerali dell'abate. A quel punto Marcello chiede alla compagnia dell'eroe di inseguire Dhoulmagus e fargliela pagare; consegna loro la mappa del mondo (che sarà possibile aprire solo da questo momento) ed ordina al fratellastro Angelo di andare con Jessica e company. Tale compito però non glielo affida perché crede nelle sue potenzialità ma semplicemente “perché tu, Angelo, sei l'unico che qui nell'abbazia non è indispensabile”. In sostanza Marcello approfitta della situazione per sbarazzarsi dell'odiato fratello. Da questo momento Angelo diventa un personaggio giocabile (a dire il vero è possibile rifiutarlo, in tal caso diventerà membro effettivo del gruppo, quando gli eroi arriveranno a Pickman).
Il viaggio riprende e giunti in un ristoro di passaggio su un ponte, la Cappella sul Fiume, Eroe, Yangus, Trode, Medea, Jessica ed Angelo decidono di fermarsi per riposare. Durante la notte Angelo esce dal rifugio, non riuscendo a dormire; lo stesso fa Trode e i due cominciano così a parlare. Si scoprono finalmente i retroscena dell'ostilità tra Angelo e Marcello. In sostanza Angelo discende da una potente famiglia nobile: suo padre, un inguaribile donnaiolo, aveva una relazione con la domestica; quando questa rimase incinta, per evitare lo scandalo i genitori di Angelo la cacciarono via. La sventurata donna, povera e senza casa, diede così alla luce Marcello, ma poi morì di stenti. Il piccolo venne così allevato nell'Abbazia di Maella. Quando poi i genitori di Angelo morirono, Angelo, ancora bambino, rimase completamente solo e per sopravvivere chiese asilo proprio nella suddetta abbazia. In pratica Marcello ce l'ha con Angelo poiché lui è la conferma vivente delle sue sventure. È a causa dei suoi genitori, che Marcello è cresciuto orfano, e sempre a causa di loro il comandante dei templari non è considerato di nobili origini, e ciò gli chiude la possibilità di fare carriera nell'ambito ecclesiastico. Angelo soffre molto per l'astio covato dal fratello, ma ormai ci ha fatto l'abitudine.
Il giorno seguente, il gruppo riprende la marcia e dopo un lungo viaggio irto di pericoli, giunge nella cupa città di Ascantha. Cupa perché Pavan, il re della città, ha perso la moglie diversi anni prima e da allora Ascantha è in perenne lutto. Il re è inconsolabile e nemmeno il ligio comportamento della giovane domestica lo scrolla da questa difficile situazione. La fanciulla, che fa la conoscenza degli eroi, gli chiede di aiutare il suo re; stando ad una leggenda, non molto distante da Ascantha sorge una collina in cui è possibile esaudire un desiderio; se il re Pavan potesse rivedere almeno per un'altra volta la moglie, forse ciò lo aiuterebbe a ritrovare di nuovo la voglia di vivere. Vedendo in una domestica tanto senso del dovere verso il proprio sovrano, re Trode resta commosso ed ordina a Yangus, Jessica, Angelo e l'Eroe di accontentare la richiesta della fanciulla. Allorché i quattro eroi giungono nella suddetta collina, e dopo varie peripezie, arrivano finalmente alla cima della stessa. Calata la notte accade l'incredibile: i raggi lunari vengono a creare un portale magico che catapulta i quattro eroi in un mondo mistico e magico, pieno di sublime bellezza e contemplazione. In questo mondo incantato, denominato Regno delle Ombre Lunari, Eroe e company incontrano un'entità ascetica, una sorta di elfo di nome Ishmahri; questo non è in grado di spezzare la maledizione che affligge Trode e Medea (che come già detto in precedenza sono stati trasformati da Dhoulmagus rispettivamente in piccolo troll e destriera dal manto bianco), ma in compenso aiuta re Pavan, facendogli rincontrare per una volta lo spirito della moglie che gli dice di andare avanti…felice di aver rivisto la regina per un'ultima volta, il re ritrova la voglia di vivere e proclama la fine ufficiale del lutto nazionale. A questo punto Ishmahri torna nel suo regno, mentre i nostri eroi, dopo un sontuoso banchetto reale, si accingono a ripartire e stavolta la destinazione è la malfamata città di Pickman, patria natia di Yangus; in quel posto vive un grande studioso di nome Brians che potrebbe dare preziose informazioni alla compagnia.
Durante il lungo viaggio, gli avventurieri giungono nell'Arena dei Mostri dove fanno la conoscenza dello stravagante Morrie; questo aspettava da tempo l'arrivo di persone speciali come loro e gli affida così delle missioni. Si tratta in sostanza di una quest'secondaria, non necessaria ma molto importante perché se portata a termine consente alla compagnia di assemblare una squadra di mostri da far combattere all'arena dove in palio ci sono premi in denaro e oggetti magici; inoltre raggiunto un certo grado di esperienza come allenatori di mostri, la compagnia diventa capace di evocare la propria squadra durante i normali combattimenti, cosa assai utile. L'unica condizione richiesta è che la compagnia debba dare la caccia ai mostri che desidera arruolare. Ad ogni modo, superata l'arena, gli avventurieri arrivano finalmente a Pickman, la città dei ladri; questa città è così stravagante che Trode può girare liberamente per le strade del paese senza che nessuno si spaventi nel vederne la mostruosa forma. Così mentre il re va ad ubriacarsi nella locanda, Eroe e gli altri si mettono a cercare Brians, ma non lo trovano. Nel frattempo dei ladri rapiscono dalla stalla della locanda Medea (in forma di destriera), e la rivendono ad un ricettatore. Disperati Trode, Eroe, e gli altri si mettono a cercarla e alla fine, grazie alle conoscenze di Yangus, scoprono che la principessa-cavallo è stata ceduta ad una ladra di nome Red. La donna vive fuori città ed è una vecchia conoscenza di Yangus. Tra i due sembra esserci stato qualcosa in passato, tuttavia Red non vuole più saperne dell'amico poiché questo molto tempo addietro non riuscì a mantenere una promessa fattale; ossia entrare nel Dedalo della Spada, e riportarle la Lacrima di Venere, un gioiello di inestimabile valore. Red accetta di riconsegnare Medea agli eroi, solo se in cambio Yangus tenta di nuovo l'impresa! Stavolta il bestione può contare sul prezioso aiuto di Eroe, Angelo e Jessica, infatti dopo svariate peripezie, superano il pericoloso Dedalo della Spada ed entrano in possesso della Lacrima di Venere (non prima aver sconfitto il boss del dungeon). Tornati da Red, gli avventurieri consegnano la Lacrima di Venere a Red, ed in cambio questa gli permette di andarsene con Medea.
Fatto ritorno a Pickman, la compagnia incontra finalmente lo studioso Brains il quale dice loro che Dhoulmagus è stato visto camminare sulle acque dell'oceano diretto in un altro continente. Purtroppo a causa dell'ostilità dei mostri marini, corrotti dalla presenza del giullare, tutte le rotte navali sono state sospese e la sola possibilità per inseguire Dhoulmagus resta quella di entrare in possesso di una nave e salpare i sette mari. A tal proposito, Brians narra agli eroi una vecchia leggenda, che ha a che fare con una nave dimenticata in mezzo ad un vastissimo deserto. Ripreso il viaggio, la compagnia fa ritorno a Porto Prospero, vicino cui sorge proprio tale deserto. L'esplorazione è lunga e difficoltosa, ma alla fine la compagnia trova la fatidica nave, immobile in mezzo al mare di sabbia. Serve una maniera per rimetterla in acqua: Re Trode propone allora di tornare nella sua città, Trodain e consultare la fornitissima biblioteca. Il caso vuole che da questa area ci sia un tunnel che passa sotto una catena montuosa che porta direttamente gli eroi dentro i confini del regno.
Arrivati a Trodain, la città mostra tutta la sua decadenza, completamente ricoperta di rovi, cupa e grigia, e con tutti gli abitanti pietrificati. Questa è la potenza del maleficio di Doulmaghus, che finalmente svela i retroscena con un flashback: in pratica tempo fa, prima dell'inizio di questa odissea, il giullare trafugò dal tesoro reale lo Scettro del Potere grazie al quale scagliò la maledizione che colpì anche Trode e Medea (i due non vennero pietrificati poiché in quel momento erano protetti da un cerchio magico che alterò l'effetto del maleficio), lasciando l'Eroe illeso (non si conosce la motivazione, ma la si può scoprire più avanti). Questo scettro dona grandi poteri ma è anche capace di logorare l'animo. Tornando alla compagnia, questa inizia la perlustrazione del castello maledetto e, dopo aver affrontato numerose creature, giunge finalmente nella biblioteca. Mentre gli eroi sono intenti nello studio, cala la notte e con loro sorpresa si apre il passaggio per il Regno delle Ombre Lunari. Di nuovo al cospetto di Ishmahri; Eroe e company chiedono il suo aiuto, ma purtroppo l'arpa incantata che gli dona i poteri si rompe, dal momento che la sua forza magica non è sufficientemente potente da spostare la nave nell'oceano. Occorre un'arpa più potente: l'Arpa Lunare…ma dove trovarla? La compagnia a quel punto può rivolgersi a due persone: Brians di Pickman o Kalderasha di Farebury; in entrambi i casi, il gruppo scopre che l'Arpa Lunare fa parte del tesoro reale di Ascantha. Arrivati nella detta città, re Pavan accetta di consegnargli l'arpa, se non altro per averlo aiutato tempo prima a rivedere lo spirito della moglie, ma il tesoro reale viene trafugato e con esso anche l'arpa lunare. Seguendo le tracce lasciate dai ladri, Eroe, Angelo, Jessica e Yangus giungono in un insidioso sotterraneo dove vive un clan di uomini-talpe; sono stati loro a compiere il furto, scavando un tunnel che li ha condotti direttamente nella stanza del tesoro di Ascantha. Arrivati alla fine del dungeon, i quattro eroi sconfiggono il boss delle talpe rientrando così in possesso dell'Arpa Lunare.
Tornati a Trodain, gli eroi rientrano nel Regno delle Ombre Lunari dove incontrano nuovamente Ishmahri; grazie ai miracolosi poteri dell'arpa lunare, l'antico elfo teletrasporta tutta la compagnia (Trode e Medea compresi) nei pressi della nave del deserto, e qui invoca un incredibile incantesimo: in pratica rievoca le acque dell'oceano che un tempo coprivano queste terre sterili, e come per incanto tali acque riprendono vita, ma solo come un ricordo. Grazie a questa lontana memoria, e alla dolce melodia cantata col cuore dalla principessa-cavallo, la nave si innalza in cielo, sollevata dalle acque delle memorie, quindi viene ricondotta in mare aperto. A quel punto il viaggio della compagnia riprende, e la destinazione è il continente occidentale.
Dopo una lunga traversata in mare aperto, la compagnia giunge a destinazione e sbarca a Baccarat, la città dei casinò e delle informazioni (in realtà è possibile sbarcare ovunque nel continente, ma Baccarat è la prossima destinazione per mandare avanti la storia). Prima di procedere, gli eroi hanno la possibilità di cimentarsi in una quest secondaria, non necessaria ma importantissima, perché consente loro di entrare in possesso di una campana magica con la quale evocare un kourgar; si tratta di un felino, una sorta di tigre dai denti a sciabola, capace di trasportare tutto il gruppo correndo a velocità molto elevate. Per entrare in possesso della campana, gli eroi dovranno entrare a far parte del clan Felix, la cui residenza sorge vicino a Baccarat e compiere alcune missioni.
Ma tornando alla città dei casinò, la compagnia viene a sapere che di recente il capo della città, Goldling, è stato brutalmente assassinato da Dhoulmagus. Grazie a delle informazioni reperite dal barman della locanda, un tipo con le mani in pasto dappertutto, la compagnia scopre che il giullare si è diretto verso un'isola a nord-ovest e che i figli di Goldling hanno ingaggiato dei guerrieri allo scopo di stanare il malefico giullare.
Salpati di nuovo in mare, la compagnia raggiunge l'isola e dopo accurate ricerche e scontri con svariati non morti, trova l'ingresso di un tempio abbandonato. Una coltre di oscurità impedisce a chiunque di entrare, tranne a Dhoulmagus che viene visto mentre attraversa il buio. Nel piazzale del tempio, ci sono anche i guerrieri assoldati dai figli di Goldling, che narrano che esiste ad Argonia uno specchio magico capace di dissipare le tenebre. Di nuovo in viaggio, la compagnia fa ritorno in nave sul Continente Occidentale e dopo varie peripezie, raggiunge la città di Argonia. Lo Specchio del Sole, questo il suo nome, appartiene da sempre alla famiglia reale, pertanto gli eroi lo riceveranno in dono solo se in cambio compiranno una missione per conto del re. In sostanza il figlio di re Clavius, il principe Charmles, è un tipo pigro e vigliacco, ma per poter legittimare la sua ascesa al trono, la tradizione vuole che affronti una prova che consiste nell'uccidere da solo una potente Dragocertola, un incrocio tra un drago ed una lucertola gigante, e riportarne il cuore di Argon (un gioiello splendente) come trofeo. Il re teme per la vita del figlio, ma non può mandare con lui una scorta perché ciò non legittimerebbe il buon esito della prova; chiede quindi agli eroi di aiutarlo segretamente nell'impresa, senza che nessuno sappia nulla. Non avendo altra scelta, gli eroi acconsentono ed accompagnano il viziato principe nella Riserva Reale di Caccia, dove affrontano svariate dragocertole; il principe non solo si unisce alla compagnia ma combatterà anche manovrato però dal gioco... la sua collaborazione tuttavia non sarà affatto di utilità al gruppo, difatti quando colpisce un avversario gli infligge il minimo dei danni e dopo due o tre round di battaglia scappa via! Ad ogni modo, dopo due giorni di esplorazione, gli eroi sconfiggono la più grossa dragocertola della riserva alla quale prendono il cuore. Tornati ad Argonia, c'è il bazar e l'ingenuo principe Charmles trova un venditore ambulante che gli vende un cuore di Argon ancora più grande. Pensando che la grandezza di un sovrano si dimostri dalla grandezza del cuore di Argon, Charmles non si fa problemi a far passare questo nuovo cuore per quello che ha recuperato nella riserva reale di caccia. Suo padre, il re, ha scoperto la verità, ma decide (per il momento) di non dire nulla. Ad ogni modo gli eroi vengono ringraziati dal re che gli consegna, come pattuito, lo Specchio del Sole, ma questo ha perduto ogni potere magico ed occorre trovare la maniera per ricaricarlo.
Grazie alle informazioni ottenute dai maghi del re di Argonia, Eroe e company scoprono che non molto distante dalla città vive un eremita cieco che un tempo prestava servizio a corte. Si tratta di un mago molto potente e saggio che di sicuro conosce il modo per riattivare la magia dello specchio. Dopo aver effettuato accurate ricerche, la compagnia trova finalmente l'eremita cieco che informa il gruppo che per ripristinare l'incanto dello specchio occorre esporlo ad una luce potentissima. A nord, in un grande canale vivono dei draghi marini capaci di emanare fortissimi bagliori: occorre che la compagnia ne affronti uno ed esponga lo specchio al bagliore luminoso, solo così l'oggetto riprenderà vigore. Prima di partire, però, gli eroi si fermano in una sorgente mistica, le cui acque si dice possano curare qualsiasi maledizione. Le acque però non sono sufficientemente potenti da spezzare il maleficio di Doulmaghus se non per pochissimo tempo. Grazie comunque agli effetti benefici di queste acque miracolose, Medea riassume per qualche minuto le sue sembianze umane, mostrandosi come una fanciulla bellissima e dolce. Dai suoi discorsi con l'Eroe si scopre che questo, quando prestava servizio come guardia presso Trodain, era molto legato alla principessa, e tra i due c'era più che una semplice amicizia. Da questo momento in poi, grazie agli effetti delle acque della sorgente, Medea di tanto in tanto entrerà nei sogni dell'Eroe in forma umana per parlargli e ricordare i vecchi tempi.
Ripreso il viaggio in mare, la compagnia giunge nel suddetto canale e qui affronta il drago marino; come da programma gli eroi espongono lo specchio al bagliore emesso dal mostro, in questo modo lo specchio riacquista i suoi poteri. Tornati così (sempre in nave) sull'isola del tempio abbandonato, Yangus e company usano lo Specchio del Sole per emettere una luce così potente da dissipare le tenebre che bloccano l'ingresso. Finalmente liberi di varcare la soglia, Eroe, Yangus, Jessica e Angelo entrano nel tempio maledetto, mentre re Trode, Medea ed i guerrieri assoldati dai figli di Goldling restano fuori (questi ultimi, a detta loro, per controllare che Dhoulmagus non fugga via). Ad ogni modo Angelo ed i suoi amici affrontano nel tempio svariate creature, oltre che a trabocchetti e rompicapi. Nella loro esplorazione scoprono, inoltre, che questo tempio maledetto apparteneva un tempo ad un'entità oscura di nome Rapthorne e che molti spiriti aleggiano ancora qui in attesa del suo ritorno. Giunti poi alla fine dell'insidioso dungeon, gli eroi si ritrovano faccia a faccia col potente Dhoulmagus. Dopo un'apocalittica battaglia, gli eroi uccidono finalmente il loro odiato nemico, anche se con la sua morte, il maleficio su re Trode e Medea non si scioglie. Come se non bastasse la sequenza si chiude con Jessica che afferra lo Scettro del Potere...
Qualche giorno dopo la compagnia si trova ad Argonia, dove si è presa il meritato riposo per la vittoria avuta su Dhoulmagus; ma i guai non sono che all'inizio. Jessica, infatti, viene posseduta dallo Scettro del Potere e scompare senza dire nulla. Eroe, Yangus ed Angelo iniziano le indagini e scoprono che la maga si è diretta a nord verso Arcadia, la città degli artigiani. Seguire le sue tracce non è difficile poiché la ragazza distrugge ogni cosa che incontra compresa una porta di confine. Arrivati ad Arcadia, re Trode e Medea restano come sempre fuori città, mentre Eroe, Yangus ed Angelo entrano nel centro urbano. La situazione appare subito strana e assurda: tutti i cittadini sono in fermento, per qualcosa che sta accadendo nella residenza del cinico Mastro Dominico, il mago della città. Accorrendo sul porto, i tre eroi giungono appena in tempo per salvare il detto mago; questi, infatti, stava affrontando Jessica posseduta dallo scettro e stava per avere la peggio. Ma l'inaspettato arrivo della compagnia ha messo in allarme Jessica che fugge via con la promessa però che sarebbe tornata per un nuovo attacco. Mastro Dominico è disperato poiché la sua magia non è sufficientemente potente da fermare quella dello scettro; per tale motivo affida agli eroi una missione, e cioè trovare due pietre magiche, le pietre Kran, grazie alle quali Dominico potrà potenziare la sua magia difensiva. Mastro Dominico racconta ai tre eroi che solo la famiglia Kranbartle sa dove sono le pietre Kran. I tre si recano a casa dei Kranbartle dove un ragazzo, il figlio del capofamiglia di nome Rydon, dice che quest'ultimo lavora in cima ad una torre poco fuori città. Così il ragazzo da agli eroi la chiave della torre, ovvero una spada di pietra. Ad ogni modo, dopo varie peripezie, gli eroi giungono nella Torre di Rydon, una rocca che lo stesso artigiano sta finendo di costruire, ma comunque colma di mostri, enigmi e trabocchetti. Arrivati infine in cima, Eroe, Angelo e Yangus incontrano finalmente Rydon che dice loro che le pietre si trovano in una statua scolpita da una sua antenata: Alexandra. La statua in questione è quella in cima alla torre di Alexandra, a pochi passi dalla cittadina di Alexandria. Così i tre si recano qui e, dopo aver incontrato lo spirito di Alexandra, ottengono le fantomatiche pietre Kran. Tornati ad Arcadia, la compagnia consegna le pietre all'arrogante Mastro Dominico, che comincia così la lavorazione dell'incantesimo. Quando Jessica posseduta fa il suo dirompente ritorno, Eroe, Yangus ed Angelo la affrontano così da dare il tempo a Dominico di ultimare l'incantesimo. Alla fine, grazie al coraggio mostrato dal trio, Dominico ultima l'incanto e grazie ad esso scaccia via la presenza che possiede Jessica, la quale torna ad essere normale (tornando ad essere di conseguenza un personaggio giocabile). Leopold, il cane di Dominico viene però soggiogato dallo scettro ed afferrandolo con le zanne fugge via.
Dopo quanto accaduto, la compagnia comincia a farsi un'idea di cosa c'è dietro a tutta questa faccenda: in sostanza tutto gira intorno ad un'entità oscura di nome Rapthorne che moltissimo tempo fa tentò di dominare il mondo. Sette importanti saggi però riuscirono a fermarlo, sigillando il suo spirito all'interno dello Scettro del Potere. Lo scettro venne poi custodito gelosamente a Trodain, ma Dhoulmagus, logorato dal potere, trafugò il tesoro reale rubandolo. Rapthorne in questo stato non può agire direttamente con il mondo ma può cercare di agire tramite lo scettro, influenzando e manipolando colui/colei che lo detiene. Il suo scopo è usare i possessori dello scettro, per uccidere i discendenti dei sette saggi, allora Rapthorne tornerà libero; fino ad ora i discendenti uccisi sono Mastro Rylus, Alistair (il fratello di Jessica), l'Abate Francisco e Goldling (il sindaco di Baccarat)…ne mancano tre! Ed uno sembra proprio essere Mastro Dominico; questa convinzione però lascia di sorpresa tutti quanti, poiché il vero obiettivo di Rapthorne non è Mastro Dominico bensì un suo servitore di nome David, il vero discendente. L'oscuro essere, nel corpo del cane Leopold, torna all'improvviso alla residenza di Dominico uccidendo il povero David, dopodiché fugge verso Orkutsk, delle lande ghiacciate site a nord di Arcadia. Quanto accaduto fa aprire gli occhi a Mastro Dominico che mette da parte il suo orgoglio e la sua superbia, ammettendo di aver troppo sottovalutato il compito che gli era stato affidato dagli avi, e cioè proteggere l'erede dei saggi. Per ringraziare gli eroi di tutto quello che hanno fatto risveglia in Jessica dei poteri sopiti.
Ad ogni modo da questo momento è possibile cimentare la compagnia in una difficile missione secondaria, ossia tornare a Baccarat ed incontrare Cash e Carrie, i figli di Goldling. Dopo la scomparsa di quest'ultimo, i suoi due figli si stanno contendendo l'eredità. La severa legge della famiglia vuole che l'erede per essere riconosciuto tale dovrà superare una prova nel labirinto del drago. La compagnia dovrà decidere se mettersi al servizio dell'ardimentosa Carrie o dell'astuto Cash (la scelta non è importante ai fini del gioco). Colui che non verrà scelto si servirà delle guardie del corpo che vennero tempo fa assoldate per scovare Dhoulmagus. Anche stavolta però le dette guardie del corpo non fanno una bella figura: infatti le si incontrano nel labirinto, una dopo l'altra, ferite e spossate. In questo frangente il figlio scelto si unisce alla compagnia (ma non combatterà e non potrà essere manovrato). Dopo aver superato difficile combattimenti contro esseri draconici, la compagnia giunge nella parte finale del dungeon dove trova Cash o Carrie (a seconda del figlio non scelto dalla compagnia) alle prese con i guardiani del labirinto ossia due potenti demoni. Il senso del pericolo e la paura di perdere l'unico famigliare rimasto, fa riconciliare Cash e Carrie i quali però vengono messi k.o. dai demoni. Come sempre spetta agli eroi l'ingrato compito di affrontare i mostri e sconfiggerli. Una volta tolti di mezzo i demoni, Cash e Carrie vengono riconosciuti entrambi come eredi dagli antenati della famiglia; pur non avendo direttamente combattuto hanno comunque dimostrato il loro coraggio affrontando le insidie del labirinto. Tornati a Baccarat, Cash e Carrie riaprono il più grande casinò del mondo e da questo momento alla compagnia sarà possibile giocarci.
Tornando quindi ad Arcadia, la compagnia si mette in viaggio verso Orkutsk. Giunti quindi nelle innevate terre di Orkutsk, l'Eroe, Yangus, Angelo e Jessica vengono travolti da una valanga di neve. Trode, che era alla guida della carrozza trainata dalla principessa-cavallo, salva i suoi amici cercando aiuto… aiuto che trova in una vecchia eremita di nome Marta la quale libera dalla neve i quattro grazie al suo cane. Marta chiede alla compagnia un grosso favore, ossia scendere in città e consegnare al figlio, un erborista locale di nome Marek, l'Erba Nucleare. Gli eroi riprendono dunque il viaggio ed arrivati nella città di Orkutsk, si mettono alla ricerca dell'erborista. Purtroppo Marek è andato fuori città, in una caverna, per reperire delle erbe, pertanto il gruppo si rimette in cammino tra montagne di neve. Il freddo è glaciale ma fortunatamente gli eroi riescono a resistervi grazie a dell'erba nucleare che Marta gli aveva dato precedentemente. Giunti infine nella grotta, Eroe, Yangus, Angelo e Jessica entrano al suo interno mentre come sempre Trode e Medea aspettano fuori. Dopo varie peripezie, Eroe e company trovano finalmente Marek; l'erborista appare ferito e spossato e purtroppo si trova dall'altra parte di una parete di ghiaccio. È stato aggredito dai lupi ed ora rischia l'assideramento. Fortunatamente Munchie, il topolino di Eroie, viene mandato in perlustrazione oltre la parete di ghiaccio ed i suoi movimenti, seppure sottili, sono sufficienti a far cadere uno stalattite di ghiaccio in un baratro, generando una sorta di ponte. Grazie a questo stratagemma la compagnia può aggirare la parete di ghiaccio e salvare Marek con l'erba nucleare che protegge dal freddo. Usciti dalla caverna con Marek, la compagnia viene assalita da un branco di lupi capitanati da Leopold; il cane, che pensava Marek fosse un discendente dei saggi, si rende conto che in realtà la vera discendente è sua madre, pertanto fugge via. Gli eroi annientano il branco di lupi dopodiché accompagnano Marek ad Orkutsk. L'erborista è preso con alcune cure mediche, pertanto non può muoversi da qui, allorché gli eroi si prendono l'impegno di andare nella casa di Marta per proteggerla da Leopold. La compagnia arriva quando la casa è stata già attaccata dal branco dei lupi, ma fortunatamente Marta ha trovato riparo nella grotta dei suoi antenati dove grazie ad un incantesimo i nemici non possono entrare. La vecchia eremita conferma a re Trode e gli altri tutta la storia di Rapthorne e dell'uccisione dei Sette Saggi, allo scopo di spezzare il sigillo e tornare nel mondo. Nella caverna sacra, inoltre, gli eroi trovano numerosi pittogrammi e geroglifici che narrano la storia di Empyrea l'Aquila dei Cieli, colei che aiutò i sette saggi a fabbricare lo scettro del potere per rinchiudere Rapthorne. La compagnia, inoltre, scopre che l'ultimo saggio altri non è che il Sacerdote Supremo della Chiesa della Dea, che vive nella Cattedrale di Savella.
Alla fine il confronto con Leopold ed il branco dei lupi fuori dalla caverna sacra è inevitabile e Marta viene uccisa. La donna, prima di morire, consegna al gruppo la Chiave del Potere, capace di aprire ogni scrigno e ogni porta chiusa. Con l'uccisione della penultima erede dei saggi, il cane demoniaco subisce una mutazione diventando una creatura mostruosa che non ha nulla più a che vedere con un cane; l'essere, ora dotato di ali, si mette in volo fuggendo via, direzione la Cattedrale di Savella. La compagnia, senza perdere tempo, si affretta e si mette in viaggio verso l'isola di Savella. Una volta arrivati a destinazione, gli eroi cercano, invano, di raggiungere la residenza del sacerdote supremo che si trova su un picco montuoso raggiungibile dalla cattedrale solo mediante ascensore ben sorvegliato. I tampleri non credono alla storia di Leopold che vorrebbe assassinare il sacerdote supremo, pertanto non lasciano passare la compagnia. Come se non bastasse nella cattedrale è in visita nientemeno che Marcello, il fratello di Angelo. Marcello, ora divenuto Abate di Maella, è anche un pupillo del sacerdote supremo, difatti, nonostante le sue umili origini, ha capito che solo assecondando i suoi superiori può sperare di fare carriera nell'ambito ecclesiastico. Marcello, scostante nei confronti della compagnia a causa del suo astio verso Angelo, non fa altro che fomentare i templari a non credere alle storie degli eroi, e anzi li accusa di essere in gita turistica nonostante quello che sta accadendo. Inutili i tentativi di persuadere i templari: gli eroi quindi sono costretti a ripiegare e a trovare un altro modo per raggiungere la residenza del sacerdote supremo. Effettivamente un modo ci sarebbe: stando ai geroglifici che erano presenti nella caverna sacra di Marta, esiste un'isola sacra presso cui vive Empyrea, l'Aquila dei Cieli. Sicuramente ritrovare Empyrea può essere una cosa estremamente utile per la causa, tuttavia la sacra isola sulla quale essa dimora, L'altopiano solitario, non è accessibile a nessuno. Secondo le leggende un solo uomo nella storia è riuscito a trovare la rotta marina giusta per raggiungere la suddetta isola; si tratta del più grande pirata di tutti i tempi di nome Capitan Crow, ormai morto da moltissimo tempo. Trovando il suo covo segreto, probabilmente si scoprirebbe anche la rotta segreta.
Dopo una lunga esplorazione per i mari orientali, la compagnia trova finalmente il covo segreto del pirata. Ma all'ingresso della caverna Eroe e company rincontrano nientemeno che Red giunta anche lei qui per trovare il tesoro del pirata. Red però non intende collaborare con la compagnia ed anzi gli fa concorrenza. L'astuta banditessa, agile e veloce, riesce ad eludere tutti i mostri e alla fine arriva a destinazione prima degli eroi, tuttavia viene affrontata e sconfitta dal fantasma di Capitan Krow. Come sempre spetta ad Eroe e compagnia bella sbrogliare la situazione. Il combattimento è davvero difficile, ma una volta sconfitto il nemico, la compagnia entra in possesso del suo tesoro, tra cui la rotta segreta per raggiungere Empycchu. Senza perdere tempo il gruppo si rimette in viaggio sulla nave, mentre Red fa ritorno nel suo covo a Pickman delusa e arrabbiata.
Grazie alla rotta segreta, la compagnia riesce finalmente a trovare l'Altopiano solitario, presso cui c'è un unico villaggio: Empycchu; qui Eroe e company vengono a sapere dai paesani che Empyrea non si trova più su questo mondo, ma nell'atto di sconfiggere Rapthorne in passato, venne catapultata nel Mondo delle Ombre; il suo corpo è intrappolato in quel luogo angusto, ma si dice comunque che in alcuni momenti sia possibile vedere la sua ombra volare. Dando credito a questa storia, gli eroi si mettono ad esplorare l'isola ed in effetti vedono la suddetta ombra che sfreccia veloce. Seguendola, impresa non facile, la compagnia giunge dinanzi ad un portale magico che li catapulta nel Mondo delle Ombre. In sostanza è un piano di esistenza identico al mondo della luce, ma tutto è grigio, non vi sono colori e si può solo esplorare l'altopiano solitario oscuro; i mostri inoltre sono molto più forti di quelli dell'altopiano solitario della luce, ma nonostante tutto, la compagnia alla fine giunge nel villaggio oscuro di Empycchu. A differenza di come si potrebbe pensare, la gente che vive qui non è malvagia, ma solo spaventata dalle continue incursioni di Empyrea che da continuamente fastidio ai poveri paesani. Gli eroi accettano di dare la caccia alla maestosa aquila, la quale alla fine li fronteggia per metterli alla prova. Sconfitta, Empyrea spiega alla compagnia che lei è costretta a fare del male poiché Gemon, un malvagio grifone al servizio di Rapthorne, tiene in ostaggio il suo uovo da cui dovrà nascere suo figlio. Ormai però è giunto il momento di non cedere più ai ricatti, quindi Empyrea incarica la compagnia di salvare il piccolo aquilotto e sconfiggere Gemon. Dopo varie peripezie all'interno del Picco dell'Aquila (la dimora di Empyrea), Eroe, Yangus, Angelo e Jessica fronteggiano il grifone e lo sconfiggono, ma l'uovo di Empyrea va distrutto. Il figlioletto di Empyrea tuttavia torna in forma di spirito e dona alla compagnia la capacità di volare grazie ad una pietra magica capace d richiamare il piccolo. Ora Eroe ed i suoi amici potranno raggiungere la residenza del sacerdote supremo direttamente in volo. Tornati nel mondo reale, il viaggio riprende.
Prima di andare a Savella, comunque, è possibile andare in un luogo prima inaccessibile: si tratta della Val Triangola, una valle di pace e serenità raggiungibile solo volando. In questo luogo umani, mostri ed elfi vivono in pace, difatti la creature bestiali non sono cattive, anzi le si trovano anche gentili e disponibili. In questo luogo (e solo in questo) re Trode diventa un personaggio manovrabile, infatti può girare tranquillamente in città dato che qui i mostri sono ben accetti. Qui la compagnia ottiene una foglia magica, capace di indicare la posizione di Leopold sulla Mappa del Mondo. Il gruppo, grazie all'aiuto del figlio di Empyrea, insegue Leopold, che infine, vola nella residenza del sacerdote supremo che torreggia dall'alto della montagna sulla Cattedrale di Savella. Come sempre re Trode e Medea restano nascosti da qualche parte.
Una volta arrivati, gli eroi trovano Leopold intento ad uccidere il sacerdote supremo, quando quest'ultimo sviene e i quattro eroi sconfiggono Leopold in combattimento eliminandolo definitivamente. Questo però non basta per annientare Rapthorne, il cui spirito è ancora vivo. Come se non bastasse Marcello e gli altri templari irrompono nella stanza cogliendo gli eroi sul fatto che vengono quindi imputati nel tentato omicidio del sacerdote supremo, che è ancora svenuto per terra. Sfruttando questa situazione a proprio vantaggio, il cinico Marcello fa rinchiudere Eroe, Yangus, Angelo e Jessica in una prigione di massima sicurezza, sita sull'Isola del Purgatorio, luogo noto per il fatto che i criminali che vi entrano non ne escono più. Il piano di Marcello non si ferma qui; l'astuto abate entra in possesso dello Scettro del Potere ed incredibilmente riesce, almeno in parte, a controllarlo, impedendo così a Rapthorne di avere su di lui il totale controllo. Pare poi che, mentre il gruppo si trova in carcere, Marcello abbia ucciso il povero sacerdote supremo.
Trascorrono diverse settimane durante le quali i poveri Yangus, Angelo, Jessica e l'Eroe sono rimasti prigionieri nella terribile Isola del Purgatorio. Qui si potrà assistere ad una lunga e gustabile serie di filmati che mostrano un astuto piano di evasione ordito dalla compagnia e dall'alto sacerdote Rolo, prigioniero anch'egli (questo è stato incarcerato poiché sarebbe stato l'erede diretto del Sacerdote Supremo, quindi Marcello per sbarazzarsene lo ha fatto rinchiudere qui). Alla fine la compagnia riesce ad evadere, utilizzando un montacarichi che li conduce all'aperto, ma soprattutto grazie al sacrificio del suddetto sacerdote che per evitare che le guardie riazionassero il montacarichi distrugge il meccanismo che lo avrebbe riportato verso il basso, restando di conseguenza nelle segrete. Finalmente liberi, Eroe e company vengono tratti in salvo dalla nave di re Trode e Medea.
A quel punto la destinazione per la resa dei conti con Marcello, è la desertica Isola di Neos, il luogo principale del culto della Dea, dove sorge una sua gigantesca statua. Trode e Medea restano fuori città, mentre Eroe e company irrompono nel santuario proprio durante in atto una cerimonia. Tutti restano sorpresi, tranne Marcello che attacca la compagnia. Dopo un duro scontro, Eroe e company hanno la meglio. Marcello, ferito e sconfitto, è sopravvissuto ma i danni subiti lo hanno indebolito mentalmente e ciò permette allo scettro del potere (e quindi a Rapthorne) di prendere il controllo di Marcello, il quale usa lo scettro stesso per distruggere la gigantesca statua della dea. Si scopre quindi che lo scopo di questa mastodontica struttura era quello di trattenere il corpo di Rapthorne, ma ora demolita, il signore dell'oscurità è tornato libero, e lo fa con un'entrata decisamente spettacolare e distruttiva. L'intera città di Neos viene infatti pervasa da un violento terremoto che la rade quasi al suolo. Eroe, Yangus, Angelo e Jessica riescono a salvarsi, mentre Marcello sta per cadere in un baratro apertosi nel terreno, ciò è quello che rimane del lembo di terra che si è staccato e ha dato forma alla roccaforte fluttuante di Rapthorne, la cittadella nera. Marcello intanto è rimasto appeso ad un ponticello spezzato e decide di lasciarsi cadere con tutte le sue colpe, Angelo, tuttavia, riesce ad afferrarlo al volo salvandogli la vita; ma anche questo gesto non fa guadagnare ad Angelo il rispetto di Marcello che se ne va via uscendo di scena per sempre.
Con il ritorno di Rapthorne, l'oscurità si sparge per il mondo e molti mostri delle tenebre iniziano a popolare le fertili terre dei continenti. Grazie alla capacità di volo, Eroe, Yangus, Jessica e Angelo giungono nella cittadella che si dimostra essere irta di trappole e creature potentissime. Superare questo frangente per la compagnia è davvero difficile, tuttavia una volta giunti nella parte finale della cittadella, gli eroi si ritrovano faccia a faccia con Rapthorne. Il signore dell'oscurità tuttavia non ha raggiunto ancora l'apice dei suoi poteri, e ne risente anche la sua forma che è ridotta rispetto a quella originaria e gigantesca. Sconfitto Rapthorne, il gruppo fugge di corsa e vola via, mentre Rapthorne inghiotte la cittadella nera e raggiunge la sua forma definitiva.
Tornati ad Empycchu, gli eroi rincontrano Empyrea, l'Aquila dei Cieli. Questa spiega alla compagnia che per fermare definitivamente Rapthorne occorre recuperare sette globi magici che racchiudono lo spirito dei sette discendenti uccisi. Gli eroi dovranno quindi ripercorrere alcune tappe fondamentali del gioco: il primo globo si trova a Farebury, nella casa bruciata di Mastro Rylus. Il secondo si trova nel punto più alto della torre di Alexandria, dove venne ucciso Alistair. Il terzo sta nell'Abbazia di Maella nella residenza dell'abate Francisco. Il quarto a Baccarat, nella villa di Golding. Il quinto si trova ad Arcadia nella villa di Mastro Dominico. Il sesto sta nella baita di Marta, vicino all'entrata della caverna. Recuperato poi anche il settimo globo alla residenza del sacerdote supremo, la compagnia è ormai pronta per la battaglia decisiva. Tornati da Empyrea, questa accompagna Eroe, Yangus, Angelo e Jessica al combattimento finale contro Rapthorne. Ora il nemico ha raggiunto l'apice della potenza, infatti appare come una gigantesca creatura oscura circondata da ombre. In questa battaglia Empyrea non combatte, ma il suo scopo è comunque importante poiché la maestosa aquila avrà il compito di sorreggere in aria i quattro eroi, in un mondo di buio ed oscuro. Il combattimento è molto difficile, tuttavia attuando la giusta strategia, la vittoria alla fine la si raggiunge. Una volta che Rapthorne viene annientato definitivamente, la maledizione su Trodain, re Trode e Medea finalmente si scioglie. Si passa quindi all'epilogo del gioco.
L'epilogo è ancora giocabile (con l'Eroe), infatti, si riparte che sono trascorsi diversi mesi e l'Eroe è stato nominato Capitano delle Guardie di Trodain. Nell'aria ci sono preparativi di festa: la principessa Medea infatti sta per sposarsi con il principe di Argonia, Charmles. Si tratta di un classico matrimonio combinato senza amore che venne stabilito anni fa dai due rispettivi sovrani. Ad ogni modo girando per il castello di Trodain, ormai tornato fiorente come un tempo, l'Eroe rincontra i suoi vecchi amici: Angelo, alle prese con dolci donzelle, Yangus che gli dice di essersi messo in società con Red a Pickman, e Jessica che è tornata ad Alexandria per occuparsi della propria famiglia nobiliare. Poi dopo altre sequenze, la scena di sposta a qualche giorno dopo, nella Cattedrale di Savella, dove stanno per avvenire le nozze tra la principessa Medea ed il principe Charmles. Medea ha deciso di sposarsi solo per non deludere il padre, ma in realtà ama l'Eroe, ed infatti la fanciulla è malinconica. Re Trode allora, decide per una volta di mettere da parte l'orgoglio, e di fare il bene di sua figlia. Infatti, mentre ormai la principessa sta per avviarsi verso la cattedrale, Re Trode cambia idea e la fa tornare sulla carrozza. Inutili i tentativi delle guardie di fermare la principessa, infatti Jessica, Angelo e Yangus affrontano i soldati tramortendoli, mentre Eroe e Medea fuggono sulla carrozza, che parte via guidata da re Trode. Nel frattempo nella cattedrale tutti aspettano l'arrivo della futura sposa, ma ovviamente Medea non si presenta. Il principe Charmles allora va su tutte le furie ed inizia ad accusare le guardie di essere degli incapaci. A quel punto suo padre, il re di Argonia, non riesce più a tenersi dentro la delusione che prova nei confronti del figlio, e gli fa una bella lavata di testa, dicendogli che è solo un ragazzino viziato, e che lo ha ingannato mostrandogli un cuore Argon falso. Queste parole, ovviamente, lasciano Charmles impietrito. E mentre nella cattedrale c'è lo stupore per le nozze saltate, Eroe e Medea si allontanano a bordo della carrozza coronando il loro sogno d'amore.
La storia prevede un finale alternativo e lo si può ottenere concludendo il gioco una prima volta. A quel punto il gioco fa ripartire i personaggi dal punto prima di andare ad affrontare Rapthorne nello scontro finale; qui, se lo si vuole, è possibile giocare la quest'del Santuario dei Dragoviani, dove vengono svelati il passato ignoto e le origini dell'Eroe: egli infatti è il figlio del principe ereditario di Argonia, Eltrio, fratello di re Clavius, e ciò fa di lui un principe di Argonia. Durante la quest, l'Eroe entra in possesso di un anello appartenente al padre, costruito con un cuore Argon. Ad ogni modo per ottenere il finale alternativo, bisogna sconfiggere nuovamente il Signore dell'Oscurità, a quel punto si innesca automaticamente. Si tratta di un finale più smielato rispetto al precedente: L'eroe, la sera prima del matrimonio si reca da re Clavius e mostra l'anello, chiedendo di annullare il matrimonio, essendo lui il vero discendente della famiglia reale di Argonia. Il re però rifiuta di farlo. Il giorno seguente, quando Medea e Charmles stanno per sposarsi, l'Eroe, con l'aiuto dei suoi amici, irrompe nella Cattedrale interrompendo la cerimonia. Charmles cerca di fermarlo, ma alla fine desiste anche perché non riceve alcun appoggio dal padre, il Re di Argonia, in quanto questo è molto deluso dell'inganno perpetrato dal figlio sul cuore di Argon e riconosce nell'Eroe, in quanto figlio del suo fratello maggiore, il legittimo sposo della principessa Medea. Così il finale si conclude con la cerimonia di nozze tra Eroe e Medea.

## Modalità di gioco
Il mondo creato dai Level-5 è vastissimo e completamente esplorabile: parte cruciale di esso sono le città, in cui ogni volta si svolgerà un'avventura diversa.
Ogni volta che un personaggio sale di livello (avendo anche la possibilità di apprendere nuove magie), gli saranno assegnati dei punti abilità, da investire nel potenziamento dell'abilità del personaggio ad usare un particolare tipo di arma, con il vantaggio che una volta raggiunto un certo livello di abilità, ogni personaggio imparerà nuove mosse, utilissime per sconfiggere i nemici più ostici.
Un'importanza fondamentale è rivestita dagli oggetti, che molto spesso possono fare la differenza tra la sconfitta e la vittoria. Sarà possibile infatti equipaggiare tutti i personaggi con armi, scudi, armature, accessori ecc.: ogni personaggio potrà portare un massimo di dodici oggetti alla volta, mentre i restanti rimarranno nella borsa (dalla capienza illimitata). Al fine di procurarsi gli oggetti più potenti, poi, sarà necessario usare un particolare calderone, il pentolone Alchemico, per mischiare tra di loro vari oggetti e ottenerne un altro, a volte migliore a volte peggiore: spetta, quindi, al giocatore trovare le ricette alchemiche con cui sapere in anticipo il risultato delle varie fusioni, così da non ritrovarsi con delle brutte sorprese in seguito. Il pentolone alchemico, inoltre, è necessario per procurarsi alcune armi e protezioni impossibili da trovare in altro modo.
Ci sono inoltre le mini medaglie che si trovano sparse in tutto il mondo e se le consegnerete alla principessa Minnie otterrete in cambio preziosi oggetti.
In Dragon Quest ci sono vari minigiochi, non essenziali ai fini dell'avventura, tra i quali il più importante è il casinò, che permette più avanti nel gioco di avere a disposizione alcune armi e armature che altrimenti sarebbe impossibile ottenere.
Vi sono poi numerose side-quest (missioni secondarie) che permettono di sbloccare particolari dell'avventura altrimenti ignoti, come ad esempio la side-quest del santuario dei Dragoviani, completabile soltanto una volta terminato il gioco e necessaria per sbloccare il secondo finale e conoscere il passato dell'Eroe.

## Personaggi

### Personaggi giocabili
- Eroe: è l'unica guardia del castello di Trodain sopravvissuto alla furia di Dhoulmagus. È un ragazzo coraggioso e altruista (cosa che dimostra più volte, anche se non parla mai). Parte insieme a re Trode e alla principessa Medea per sconfiggere il malvagio giullare. Non si sentirà parlare per l'intera avventura, né verrà mai pronunciato il suo nome, persino il suo passato rimarrà all'oscuro, almeno fino a quando non verrà completato il gioco la prima volta. È segretamente innamorato della principessa Medea, a cui dichiarerà il suo amore alla fine del gioco (anche se non parlerà comunque). È abile nell'uso della spada, della lancia e del boomerang. Il nome 'Eroe' è una parola usata per indicare il protagonista del gioco, ma il nome del personaggio può essere creato dal giocatore.
- Yangus: Un ladro rude, ma dal cuore d'oro; presente nel party fin dall'inizio dell'avventura, si scoprirà poi essersi unito al gruppo dopo che Eroe gli aveva salvato la vita e riconoscendolo, per questo motivo, come unico capo; entra spesso in contrasto con Trode, il quale lo ritiene nient'altro che un villico indegno di trovarsi alla sua presenza. È particolarmente dotato nel maneggiare asce, falci e mazze.
- Jessica: Una bellissima ragazza di nobili origini ed esperta nelle arti magiche. È una ragazza coraggiosa e testarda, anche se molto dolce. Si unisce al gruppo dopo che Dhoulmagus le uccide il fratello Alistair, mossa dal desiderio di vendetta, sebbene la madre faccia di tutto per fermarla. Nonostante non lo riveli, verso la fine del gioco è intuibile (da alcuni filmati) che sia innamorata di Angelo. In battaglia, preferisce usare coltelli (e in seguito spade), fruste o bastoni, ed è particolarmente brava a distrarre i mostri col suo sex appeal.
- Angelo: Un Templare con atteggiamenti da Don Giovanni, che è stato costretto a rifugiarsi nell'abbazia dopo che i suoi genitori, aristocratici, sono morti in un incendio. Apparentemente è un ragazzo superficiale e presuntuoso, ma in realtà è molto dolce e altruista, anche se rimane un donnaiolo. Si unisce al gruppo dopo che il fratello, Marcello lo esilia dall'abbazia di Maella, dove prestava servizio. Egli tuttavia si unisce al gruppo anche per vendicare la morte dell'abate Francisco, colui che lo aveva accolto nell'abbazia. Combatte utilizzando l'arco, il bastone o gli stocchi. Curiosità: Angelo è mancino.

### Personaggi non giocabili
- Trode: È il re di Trodain, trasformato in un piccolo troll a causa della maledizione di Dhoulmagus. È un uomo presuntuoso e antipatico, anche se dal cuore d'oro. Vuole molto bene a sua figlia Medea, e per questo la protegge sempre da chiunque anche a costo della vita. Avrà spesso delle discussioni con Yangus, anche se i due diventeranno amici. Diventerà anche amico degli altri protagonisti, in particolar modo dell'Eroe, che ammira profondamente. Sarà possibile utilizzare questo personaggio solo in una città del gioco, la Val Triangola, perché, essendo abitata da mostri buoni, Trode non verrà discriminato. Nelle altre città invece, ogni volta che l'Eroe, Yangus, Jessica e Angelo vi ci entreranno, Trode insieme a sua figlia Medea, resterà ad aspettare fuori per non spaventare gli abitanti. Tuttavia, pur essendo un personaggio giocabile, non prenderà mai parte a combattimenti insieme ad Angelo, Jessica, Yangus e l'Eroe.
- Munchie: è il topolino sempre nascosto nella tasca dell'Eroe, che si potrà utilizzare solo in brevi platform, quando esso dovrà passare tra buchi nei muri. Munchie nasconde un segreto che si scopre solo arrivando al Santuario dei Dragoviani: in sostanza non è altri che il nonno dell'eroe, trasformatosi in topolino per vegliare su di lui.
- Dhoulmagus: Un giullare che, stufo di essere deriso, decide di rubare lo scettro dal castello di Trodain per l'immenso potere che esso contiene, ma viene che in seguito ne rimane posseduto dallo stesso, portandolo a viaggiare per il mondo con l’intento di eliminare, apparentemente senza motivo, alcuni personaggi particolari, che poi si scopriranno essere i discendenti di 7 antichi saggi. È uno dei principali antagonisti del gioco. Presenta un comportamento presuntuoso ed egoista e che, dopo essere stato posseduto dallo scettro, diventerà anche crudele.
- Medea: La figlia di re Trode, trasformata in un cavallo, accompagna i personaggi durante tutta l'avventura. È una ragazza dolce e altruista. È segretamente innamorata dell'Eroe, con cui è cresciuta. Ogni tanto può riprendere, solo momentaneamente, le sue sembianze umane grazie agli effetti benefici di una sorgente magica.
- Marcello Maffei: È il fratellastro di Angelo, figlio del suo stesso padre e di una cameriera. È un uomo arrogante e cinico, oltre che subdolo. All'inizio sembra un personaggio positivo, ma diventerà più crudele col passare del tempo, diventando uno dei maggiori antagonisti del gioco. Egli fu cacciato dalla casa paterna, in quanto figlio illegittimo, e per questo nutre grande rancore nei confronti di Angelo. Fu accolto dall'abate Francisco dell'abbazia di Maella, che lo aiutò a diventare capo dei Templari. Più avanti nel gioco, viene preso dalla brama di potere, cercando di diventare il capo supremo della chiesa della dea; per raggiungere tale obbiettivo non esita ad utilizzare i poteri dello scettro maledetto. È l'unico personaggio del gioco che riesce a resistere all'influsso di Rapthorne, difatti per oltre un mese Marcello utilizza lo Scettro del Potere senza effetti collaterali, ma ne perderà poi il controllo quando verrà sfiancato dal combattimento contro l'Eroe, Jessica, Yangus ed Angelo, causando di conseguenza la liberazione del corpo fisico di Rapthorne.
- Il grande Kalderasha: Un indovino che si incontra nelle prime fasi dell'avventura, che più tardi sarà utile ai nostri eroi per conoscere la loro prossima destinazione.
- Valentina: Figlia di Kalderasha. Il suo unico desiderio è vedere suo padre felice.
- Brain: Una sorta di sottutto che vive a Pickam, che ha la stessa funzione nel gioco di Kalderasha.
- Red: Una ladra che ha "lavorato" in passato con Yangus in più di un'occasione. Sebbene tratti male quest'ultimo, in realtà tra loro c'è qualcosa di più di una semplice amicizia. È una donna arroganze e avida, anche se non malvagia. Red è un'esperta ladra oltre che un'ottima combattente, anche se il suo livello non è abbastanza alto da sconfiggere Capitan Crow
- Empyrea: L'aquila dei cieli, che aiuterà i personaggi in un punto avanzato del gioco, dando loro la possibilità di volare. Li accompagnerà inoltre nella lotta finale contro Raptorne, ma solo come 'trasporto aereo', senza però dare un vero e proprio contributo al combattimento. È un'aquila saggia, coraggiosa e altruista. Sarà lei a rivelare come sconfiggere Rapthorne e ad aiutare i protagonisti in questo compito.
- Rapthorne: Il signore dell'oscurità, che si scoprirà essere la causa di tutto il male causato da Dhoulmagus. È il principale antagoonista del gioco, sebbene la sua esistenza venga rivelata solo dopo molto tempo. È un essere crudele e subodlo. Manipolerà chi prenderà lo scettro per uccidere i discendenti dei saggi e tornare in vita.
- Morrie: Un uomo vestito di rosso e verde dall'accento italiano che chiederà all'Eroe di trovare tre mostri, ed in seguito gli permetterà di entrare all'arena dei mostri.
- Rosalind Albert: Padrona di casa Albert, e madre di Jessica ed Alistair. Una donna molto severa. Anche lei come la figlia ha un carattere temerario ed è molto coraggiosa oltre ad essere un'ottima maga.
- Mastro Rylus: Mago che viveva nella pacifica cittadina di Farebury. Era discendente di uno dei Sette Saggi. In passato aveva come allievo il perfido Dhoulmagus. Nonostante la perseveranza del saggio mago, Dhoulmagus si rivela poco abile nell'uso della magia, così il giullare decide di scappare, cercando fonte di potere altrove. Tornerà con lo scettro di Trodain, e non si farà alcuno scrupolo ad uccidere il suo antico maestro e dar fuoco alla casa. Non viene mai incontrato nel corso del gioco.
- Alistair: Il giovane rampollo degli Albert, un mago ed abile spadaccino. Viene ucciso da Dhoulmagus in quanto erede di Alexander Kranbartle, uno dei Sette Saggi. Era molto legato a sua sorella Jessica ed era il suo unico vero amico, per questo alla sua morte Jessica desidera vendicarlo.
- Abate Francisco: Abate dell'Abbazia di Maella, un uomo gentile e cortese verso il prossimo, amante delle barzellette e del buon umore. Ha preso con sé prima Marcello e poi Angelo, e per entrambi è stata la vera ed unica figura paterna. Quando Dhoulmagus arriverà per ucciderlo, in quanto erede di uno dei sette saggi, Francisco andrà incontro al suo destino accettando con fede la morte.
- Mister Golding: Proprietario del Grande casinò di Baccarat, discendente di uno dei sette saggi. Viene descritto come un omone enorme, capace di sconfiggere un troll a mani nude. Quando i protagonisti arrivano a Baccarat, Mister Golding è già stato ucciso da Dhoulmagus.
- David: un ragazzo originario di Val Triangola trasferitosi ad Arcadia. Prova una cieca devozione verso Mastro Dominico, il suo padrone, che al contrario lo tratta crudelmente. Quando Jessica viene posseduta tenta di ucciderlo, ma viene fermata dall'Eroe e gli altri e dalla magia di Dominico. Tuttavia, quando il mago ordina a David di cercare Leopold, il suo cane, il ragazzo viene assassinato da quest'ultimo, assoggettato dallo scettro.
- Principe Charmles: È il paffuto e viziato principe di Argonia, pigro e codardo oltre ogni limite. È il promesso sposo di Medea anche se il loro futuro matrimonio è solo una convenienza per sancire un'alleanza tra il regno di Trodain e quello di Argonia. In un momento dell'avventura si unisce al party per recuperare il Cuore di Argon, oggetto utile per legittimare la sua ascesa al trono; in quel frangente non sarà comunque possibile muoverlo, anche se prenderà parte ad alcuni combattimenti (ad ogni scontro però fugge via dopo uno o due turni).
- Mastro Dominico: Potente mago che vive ad Arcadia. È una persona burbera e cinica, soprattutto col suo servo David, tuttavia sarà di grande aiuto al party quando questo si ritroverà ad affrontare Jessica malvagia. Con la sua magia, riesce infatti a fermare temporaneamente Rapthorne e a liberare Jessica dai suoi influssi malvagi.
- Marta: Una donna anziana che vive sola in un cottage vicino Orkutsk. Lei è in realtà una dei Sette Saggi ed è la custode del segreto di Empyrea. Verrà uccisa da Leopold, il cane di Dominico, malvagio.
- Marek: È l'erborista e medico della città di Orkutsk. Incontrerà il gruppo quando questo lo salverà dall'assideramento; in quel breve frangente si unirà al party ma non combatterà e non potrà essere manovrato. Marek è il figlio di Marta.
- Cash e Carrie: Cash e Carrie, rispettivamente fratello e sorella, sono i figli adottivi di Goldling. Alla morte di quest'ultimo, i due hanno cominciato una faida famigliare per contendersi l'eredità. Verranno poi aiutati dal party per superare il labirinto in cui legittimare tale eredità, e nel trovarsi in pericolo i due fratelli si riconciliano decidendo di portare avanti assieme la famiglia.
- Chen Mui: Nonno dell'Eroe, che è possibile incontrare solo arrivando al Santuario Dei Dragoviani.

## Luoghi
Sia fra le città che fra i diversi ambienti esterni vi sono differenze notevoli, infatti si passa dalle piccole casette in legno e paglia di Farebury, all'imponente castello di Argonia, passando per i grandi edifici neoclassici di Baccarat. Dal boschetto di Farebury si passa allo sconfinato oceano, passando attraverso praterie, deserti, foreste nordiche e pianure verdeggianti, tutte con caratteristiche proprie.

## Remake
Il remake per Nintendo 3DS presenta delle caratteristiche aggiuntive rispetto al gioco originale. La più evidente è la possibilità di visualizzare i mostri nella mappa del mondo e nei dungeons, eliminando quasi del tutto gli incontri casuali, che rimangono invece per le battaglie combattute in nave. Inoltre è stata introdotta la possibilità di salvare la partita mediante un salvataggio rapido in qualsiasi punto, operazione che prima d'ora era consentita unicamente presso una Chiesa.
Red e Morrie diventano personaggi giocabili, la prima si unirà al gruppo dopo aver sconfitto Capitan Crow nel Covo dei pirati, può maneggiare ventagli, coltelli, fruste e sviluppare il tratto Ribalderia; il secondo diventerà membro del party dopo essere stato sconfitto nella finale di grado A dell'Arena dei mostri (che presenterà nel remake un'ulteriore livello di difficoltà, il grado X) le armi che può utilizzare sono artigli, mazze e boomerang, mentre il suo tratto caratteriale è Passione.
Vengono implementati due nuovi dungeons: Altare della furia, situato nello stesso canyon in cui è collocata la nave che il gruppo recupererà nel corso degli eventi, successivamente si potrà visitare la Via del ricordo, si trova nella grotta dietro la Baita di Marta e permette al giocatore di sfidare nuovamente le versioni potenziate dei boss già sconfitti durante la trama principale, per poi confrontarsi con Estark, già presente in altri titoli della saga. Quest'ultimo dungeon è presentato come una delle possibili ricompense derivanti dall'aver completato un Cimento Dragoviano, sostituendo la richiesta di potenziamento del Pentolone Alchemico, il cui miglioramento avverrà direttamente nella storia principale.
Una nuova quest introdotta è quella riguardante il Codice di Cameron, che porterà il gruppo a collezionare delle fotografie specifiche scattate durante il gioco, in cambio di ricompense.
La colonna sonora non presenta più i brani orchestrati dell'originale per le limitazioni tecniche imposte dalla console.
Infine, il numero di alcuni oggetti viene incrementato, come ad esempio le Minimedaglie collezionabili, portate a 139.

## Altri media
Molti mostri del videogioco disegnati da Akira Toriyama si possono ritrovare anche nei manga fantasy Dai - La grande avventura e L'emblema di Roto.

## Altre apparizioni
Il protagonista appare come quarto costume di "Eroe" in Super Smash Bros. Ultimate.

## Accoglienza
La rivista Play Generation diede alla versione per PlayStation 2 un punteggio di 95/100, trovandolo un GdR avvincente come pochi, longevo e curatissimo, definendolo un capolavoro.